# Colostygia nubicincta
Colostygia nubicincta là một loài bướm đêm trong họ Geometridae.